# Wise Data Recovery
Wise Data Recovery - darmowe oprogramowanie do odzyskiwania danych, opracowane przez autorów Wise Registry Cleaner i Wise Disk Cleaner. Pozwala odzyskać pliki, które zostały „trwale” usunięte i oznaczone jako wolne miejsce przez system operacyjny. Ten program może być również używany do odzyskiwania skasowanych plików z pamięci USB, kart pamięci lub przenośnych odtwarzaczy multimedialnych przenośnych odtwarzaczy MP3.

## Funkcje
- Filtrowa danych według ogólnego filtra typu pliku[1]
- Filtrowanie wyników skanowania wg określonego typu pliku[2]
- Obsługa dysków lokalnych
- Lepsza obsługa dysków FAT32 i NTFS.